# 라스베가스 샌즈
라스베가스 샌즈(Las Vegas Sands Corp. 라스베이거스 샌즈[*], LVSC)는 미국의 카지노 리조트 운영 회사이다. 셸던 애덜슨이 회장 겸 CEO이다.